# سايوز مولتفلم
سايوز مولتفيلم (بالروسية:Союзмультфи́льм) هو استوديو للرسوم المتحركة الروسية مقره في موسكو. اكتسب على مدى سنواته الاهتمام الدولي والاحترام، وحصل على العديد من الجوائز في الداخل والخارج. يعتبر أكبر منتج للرسوم المتحركة في الاتحاد السوفياتي حيث أنتج 1530 فيلما في استديوهاته أثناء فترة وجوده.

## استشهادات
1. ↑  Russian animation in letters and figures | Studies | SOYUZMULTFILM نسخة محفوظة 30 أغسطس 2017 على موقع واي باك مشين.

## وصلات خارجية
- مقالات تستعمل روابط فنية بلا صلة مع ويكي بيانات

لا توجد روابط لمواقع التواصل الاجتماعي.